# Oskar Hoffmann (Politiker, 1904)
Oskar Hoffmann (* 27. Mai 1904 in Iserlohn; † 24. August 1984 in Berlin) war ein deutscher Funktionär der Kommunistischen Partei Deutschlands (KPD), Widerstandskämpfer gegen den Nationalsozialismus und späterer hoher Funktionär im Ministerium für Kultur der Deutschen Demokratischen Republik (DDR), wo er für zahlreiche Fälle staatlicher Zensur verantwortlich war.

## Leben

### Widerstandskämpfer gegen den Nationalsozialismus
Hoffmann, Sohn eines Schriftsetzers, begann nach dem Abschluss der Volksschule 1922 eine Lehre bei einer Privatbank in Wuppertal, die er 1924 abschloss. 1925 war er kurzzeitig als Laborant bei den Bayer-Farbwerken angestellt. 1926 arbeitete er als Hauslehrer und ging dann auf Wanderschaft.
1930 ließ sich Hoffmann in Berlin nieder, wurde arbeitslos und trat in die KPD ein, wo er schnell leitende Funktionen ausübte. 1931 war er Landinstrukteur der KPD-Bezirksleitung Berlin-Brandenburg, dann bis 1934 Buchhalter in der sowjetischen Handelsvertretung in Berlin. 
Nach der Machtergreifung der Nationalsozialisten wurde die kommunistische Betätigung in Deutschland verboten. Hoffmann unterstützte die KPD auch in der Illegalität. 1933/34 war er Mitglied der zentralen Zeitungs-Kommission der KPD-Bezirksleitung Berlin-Brandenburg, 1934/35 politischer Leiter des KPD-Unterbezirks Berlin-Schöneberg und 1935/36 des KPD-Unterbezirks Berlin-Pankow. 1935/36 war er Buchhalter bei einer Großhandelsfirma in Berlin. 
Im April 1936 wurde Hoffmann verhaftet und bis zum Ende des Zweiten Weltkriegs interniert. Er saß im Gefängnis Berlin-Moabit, dann im Zuchthaus Brandenburg und dann in den Konzentrationslagern Sachsenhausen und Mauthausen, wo er Mitglied der illegalen KPD-Gruppe war.

### Funktionär in der DDR
Nach dem Ende des Zweiten Weltkriegs 1945 kam Hoffmann frei und wurde Leiter der Personalabteilung in der Zentralverwaltung für Volksbildung in der sowjetisch besetzten Zone Deutschlands (SBZ). 1946 wechselte er als Leiter an die Rundfunkschule in Berlin und war bis 1947 zusätzlich Referatsleiter für Rundfunksendungen am Institut für Publizistik. Nach der Zwangsvereinigung der KPD mit der Sozialdemokratischen Partei Deutschlands (SPD) in der SBZ wurde Hoffmann Mitglied der Sozialistischen Einheitspartei Deutschlands (SED).
1947/48 war Hoffmann Chefredakteur und Intendant des Berliner Rundfunks im Funkhaus Grünau. 
1948 bis 1950 war Hoffmann Redakteur der SED-Zeitschrift Einheit. 1950 wechselte er zum Zentralkomitee (ZK) der SED und wurde leitender Mitarbeiter in der Abteilung für Internationale Verbindungen. 1950/51 absolvierte er einen Einjahreslehrgang an der Parteihochschule der SED in Potsdam.
1951 bis 1956 war Hoffmann Leiter der Abteilung Begutachtung im Amt für Literatur und Verlagswesen. Von 1956 bis 1958 war er Leiter der Hauptverwaltung Verlage und 1958/59 stellvertretender Leiter der Abteilung Literatur und Buchwesen im Ministerium für Kultur der DDR. In diesen Funktionen war Hoffmann persönlich verantwortlich für zahlreiche Fälle staatlicher Zensur. 
Von 1959 bis 1977 war Hoffmann wissenschaftlicher Mitarbeiter der historischen Abteilung des Instituts für Marxismus-Leninismus beim ZK der SED. 1977 ging er in Rente.

## Ehrungen
- Vaterländischer Verdienstorden (DDR)